# シャンティイ競馬場

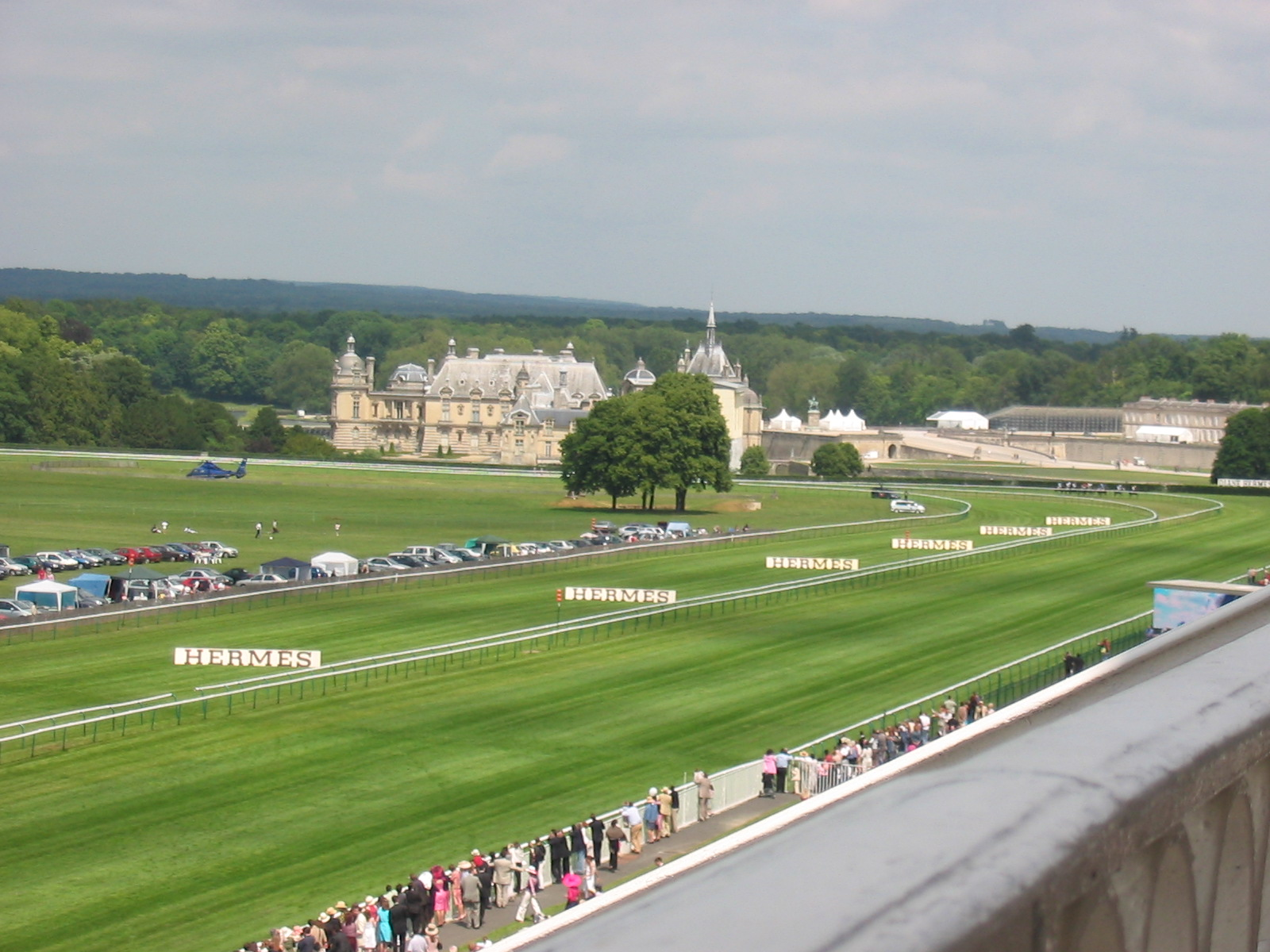
2004年ディアヌ賞時のシャンティイ競馬場。コース後の建物がシャンティイ城。

シャンティイ競馬場(シャンティイけいばじょう , Hippodrome de Chantilly)は、フランスのパリ近郊・オワーズ県シャンティイにある競馬場である。所有・運営はフランスギャロ。フランス競馬のジョッケクルブ賞を開催する競馬場として知られている。

## 概要
かつてのモンモランシー家の領地で、同家と縁あるシャンティイ城（Château de Chantilly）が3・4コーナー付近に隣接するように造られている。1834年5月15日に初の競走が行われており、フランスの競馬場の中でも最古のものと位置づけられている。また、多くの戦禍に晒され続けた競馬場でもあり、普仏戦争から第二次世界大戦まで戦乱のたびに休止されている。近年では開催する大競走の価値下落が激しく、それに伴っての廃止が検討されたこともあるが、今も開催を続けている。
付近には関連施設も多く、競馬場周辺にはフランス・ギャロのトレーニングセンターであるシャンティイ調教場が併設されており、毎週火曜日には競馬場のコース自体も調教用に開放されている。パリから電車で約40分と交通の便も良く、ジョッケクルブ賞などの大競走開催時には大いに客を集める。
2016年・2017年は、ロンシャン競馬場の大改修工事に伴い、代替として凱旋門賞が当場で開催された。

## コース
コースは全て右回りの芝コース。滴型と楕円を組み合わせたような形状となっている。ゴール手前は上り坂となっており、最大高低差は10メートルとなっている。最長距離のレースは4,800メートル。1,000メートル・1,200メートル戦は直線コースで行われている。
- 外周

1周2,400m (直線600m)
- 内周

1周2,150m (直線550m)
- 直線コース

全長1,200m
2011年にオールウェザーコースが完成し、2012年よりレースに使用されている。

## 主な競走
- ジョッケクルブ賞（フランスダービー）
- ディアヌ賞（フランスオークス）
- ロベールパパン賞
- シャンティイ大賞